# 新実在論
新実在論（しんじつざいろん、New realism）とは、20世紀初頭に米国を拠点とする6人の学者によって形成された哲学である。その6人とは、エドウィン・ホルト（Edwin Bissell Holt、ハーバード大学）、ウォルター・テイラー・マーヴィン（Walter Taylor Marvin、ラトガース・カレッジ）、ウィリアム・ペパレル・モンタギュー（William Pepperell Montague、コロンビア大学）、ラルフ・バートン・ペリー（Ralph Barton Perry、ハーバード大学）、ウォルター・ピトキン（Walter Boughton Pitkin、コロンビア大学）、そしてエドワード・グリーソン・スポールディング（Edward Gleason Spaulding、プリンストン大学）である。

## 概要
新実在論の中心的な特徴は、ジョン・ロックの認識論的二元論と古い形態の実在論の拒絶である。このグループの主張によれば、ある対象を意識する、あるいはそれを知っているとき、対象それ自体と対象に関する我々の知識は2つの異なる事実であると言うのは誤りである。ある特定の牛が黒いことが分かっている場合、その牛の黒さは観察者の心の中にあるのだろうか？ホルトは次のように述べる。「そこにあるその色は意識内の存在であり、神経系の特定の反応によってそのように包含（inclusion）するよう選択されている」。意識は神経系と物理的に同一ではない。意識は、視界（そして嗅覚や聴覚）全体を通じて牛と一緒に「そこに」あり、そしてそれは任意の瞬間に知っている諸事実のセットと同一なのである。神経系は単なる選択システムにすぎない。
この立場は、中立的一元論（neutral monism）、あるいはウィリアム・ジェームズにならって根本的経験論（radical empiricism）と呼ばれることもある、より広い範囲の見解に属している。しかし、黒さのような抽象観念の性質のために、続く世紀にはあまり用いられなくなった。黒さは、心の中にある、世界に対処するのに役立つ抽象観念として位置付けるのが非常に自然だと思われる。新実在論者は表象主義（representationalism）をまったく認めたくなかったが、後にアリストテレス的形態の実在論に似た立場を受け入れた。すなわち、黒さは多くの対象が共通して有する一般的な性質であり、神経系は対象だけでなく共通性（commonality）も事実として選択する、という見解である。しかしアーサー・ラヴジョイは、著書 『二元論への反乱（The Revolt Against Dualism）』の中で、黒さの知覚は視野内の文脈、知覚者の個人的な歴史および文化的用法によって大きく異なるので、対象内の共通性には還元できないことを示した。結局のところ、ラヴジョイは、表象的観念を説明に取り戻すべきだと考えた。

## 新実在論（現代哲学）
大陸哲学における解釈学の枠組みの中で、構築主義的・虚無主義的な帰結に対する反動として、マウリツィオ・フェラーリスは、いわゆる新実在論（new realism）を提案している（『新実在論宣言（Manifesto del nuovo realismo）、2012）。これは、分析哲学者と大陸哲学者の両方が共有する哲学的方針である。前者の例として、マリオ・デ・カロ（Mario De Caro、『Bentornata Realtà』ed. by De Caro and Ferraris, 2012を参照）、後者の例としてはマウリスィオ・ブーショ（Mauricio Beuchot、『類推的実在論宣言（Manifesto del realismo analogico）』, 2013）やマルクス・ガブリエル（『意味の場：新実在論的存在論（Fields of Sense: A New Realist Ontology）』, 2014）がいる。南米では、ロッサーノ・ペコラーロ（Rossano Pecoraro）がイタリアの新実在論に基づく政治哲学を提案している（『現代哲学のシナリオ：ポストモダニズムの終焉と新実在論？（Cenários da Filosofia contemporânea: fim da pós-modernidade e new realism?）』, São Paulo, 2015；『現代哲学に何が残るか？（Cosa resta della Filosofia Contemporanea?）』, Salerno-Roma, 2013）。新実在論は、同様のニーズに応える独立して生起した他の大陸的実在論運動と交差している。例えば、フランスの哲学者カンタン・メイヤスーやアメリカの哲学者グレアム・ハーマンが擁護する思弁的実在論がそれである。
新実在論にとって、科学は真理と実在の体系的な究極の尺度ではないという仮定は、実在、真理、または客観性という観念を放棄すべきであることを意味せず、この点で20世紀の哲学の大部分とは区別される。そうではなく、この仮定の含意とは、哲学は法学、言語学、または歴史学と同様に、世界について重要かつ真実である何事かを述べることができる、ということである。この文脈では、新実在論は、主に消極的実在論（negative reaslism）として自らを規定する。すなわち、外的世界が私たちの概念体系に与える抵抗は失敗としてではなく、資源として見られるべきである。これは、独立した世界が存在することの証明である。しかし、これが成り立つのであれば、この消極的実在論は積極的実在論（positive realism）に転じる。すなわち、私たちに抵抗する中で、実在は私たちが立ち入ることができない限界を設定するだけでなく、機会と資源をも提供するということである。これにより、自然界において、いかにして異なる生命体が同じ環境において概念体系を共有することなく相互作用し得ているかが説明される。また、社会（的世界）において、最初に与えられた実在によって人間の意図や行動が可能になり、後になって初めてそれが解釈され、必要ならば変容されることも説明される。